# Sd.Kfz.251

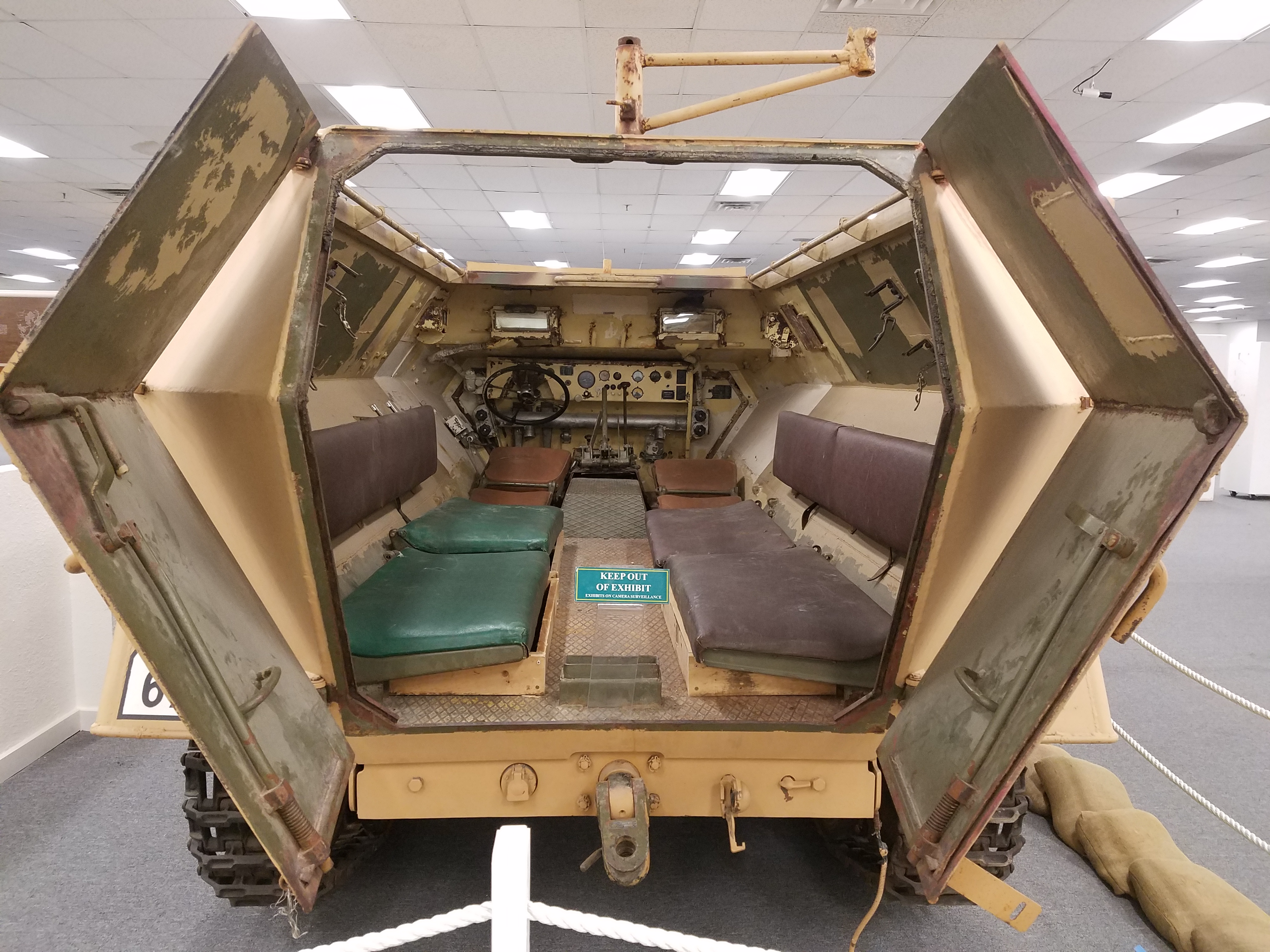
Wnętrze przedziału bojowego

Sd.Kfz. 251 – podstawowy półgąsienicowy transporter opancerzony armii niemieckiej w czasie II wojny światowej, na bazie którego budowano też liczne inne pojazdy bojowe. Budowany był w czterech modelach produkcyjnych, od A do D, oraz 23 podstawowych i wielu polowych wersjach, z których standardową i najliczniejszą stanowił transporter opancerzony mittlerer Schützenpanzerwagen Sd.Kfz. 251/1 (m.SPW SdKfz. 251/1).

## Historia
Program rozwoju transportera opancerzonego na podwoziu rozwiniętym z ciągnika półgąsienicowego Sd.Kfz. 11 został zapoczątkowany w Niemczech w drugiej połowie lat 30 XX wieku. Początkowo prototypy podwozia opracowała firma Borgward i wyprodukowała też ich pierwszą serię w 1937 roku, po czym produkcję przejął Hanomag. Podwozie nosiło ostatecznie oznaczenie fabryczne HL kl 6p (Borgward) lub H kl 6p (Hanomag i dalsze firmy). W stosunku do ciągnika (H/HL kl 6) podwozie transportera różniło się ramą, zmodyfikowanym silnikiem i chłodnicą, zbiornikiem paliwa i przyrządami kierowania. Po wybuchu wojny, wraz z wprowadzeniem wersji Ausf. C, podwozia oprócz Hanomaga zaczęły wytwarzać też w 1941 roku zakłady MNH z Hanoweru, zastąpione od 1943 roku przez zakłady Adler, Auto Union i Škoda. Płyty pancerne wytwarzało ogółem pięć stalowni. Montaż nadwozi pancernych był wykonywany początkowo przez Deutsche Werke w Kilonii, a następnie przejściowo także przez Hanomag i MNH, po czym ostatecznie został umieszczony w zakładach: Weserhütte w Bad Oeynhausen, Wumag w Goerlitz, Gollnow (Goleniów) pod Szczecinem i Schichau-Werke w Elblągu.
Pojazd otrzymał oznaczenie Sd.Kfz. 251 (skrót od Sonderkraftfahrzeug – pojazd specjalny). Początkowo był klasyfikowany jako mittlerer gepanzerter Mannschaftstransportwagen (m.gep.MTW – średni transporter opancerzony), a od listopada 1940 roku w podstawowej wersji transportera opancerzonego jako mittlerer Schützenpanzerwagen (średni pancerny wóz strzelców). W literaturze spotyka się nazwę Hanomag od producenta podwozia, jednakże nie była ona używana na określenie tego pojazdu podczas wojny.
Pierwsze 11 transporterów zostało wyprodukowanych w czerwcu 1939 roku i do końca roku powstało ich 232. Z uwagi na niewystarczającą produkcję płyt pancernych, Borgward zbudował też w 1939 roku 305 transportów nieopancerzonych, z nadwoziem ze zwykłej blachy stalowej. Produkcja transporterów opancerzonych początkowo była niewielka i do połowy 1941 roku nie przekraczała 45 miesięcznie (z wyjątkiem sierpnia 1940, kiedy powstało ich 55). W 1940 zbudowano 347, a w 1941 roku 424 pojazdy. Dopiero od lipca 1942 roku produkcja zaczęła przekraczać 100 miesięcznie, a w tym roku powstało 1200 transporterów. Od kwietnia 1943 roku, w związku z dołączeniem nowych producentów, produkcja zaczęła przekraczać 200 sztuk, a od września tego roku 500 sztuk. Związane to było również z wprowadzeniem do produkcji modelu Ausf. D o uproszczonej formie nadwozia. Najwięcej – 848 transporterów skompletowano w marcu 1944 roku, a 837 w sierpniu. Produkcja w tym czasie była utrudniona przez częste bombardowania zakładów. W marcu 1945 roku skompletowano jeszcze 173 transportery, po czym produkcja ustała. W 1943 roku powstało 4258 transporterów, w 1944 roku 7785 i w 1945 roku 1016.

## Budowa
Sd.Kfz. 251 był oparty na podwoziu Sd.Kfz.11. Jednakże próba adaptacji podwozia do opancerzonego transportera piechoty wymusiła kilka zmian. Kierownicę przechylono względem kierowcy o 45 stopni, powiększono i przeniesiono chłodnicę, dodano nowy zbiornik paliwa, przekonstruowano i zmieniono położenie układu wydechowego. Nowe podwozie nazwano H kl 6p, dlatego osadzony na nim pojazd pospolicie występował później pod nazwą "hakl". Opancerzony kadłub zamontowano na tym właśnie podwoziu. Produkowany był on ze spawanych płyt pancernych i składał się z dwóch dużych części łączonych śrubami. Część przednia kończyła się za stanowiskiem kierowcy. Chroniła ona kierowcę, dowódcę i silnik. Otwarty z góry przedział bojowy miał pomieścić 10 żołnierzy. Mógł być przykrywany brezentowym dachem na czterech pałąkach. Wewnętrzny kołnierz na styku obu sekcji ułatwiał ich śrubowanie. Tylne, duże, dwuczęściowe otwierane na zewnątrz drzwi umożliwiały dostęp do wnętrza.
Kadłub wykonany był z nachylonych płyt pancernych grubości 14,5 mm z przodu, 8 mm z boków i 5,5 mm z góry i dołu. W wersjach A i B przedni pancerz maski składał się z górnej płyty 14,5 mm nachylonej pod kątem 15° i dolnej 12 mm nachylonej pod ujemnym kątem 27°, a od wersji C został uproszczony w formie jednej sześciokątnej płyty grubości 14,5 mm nachylonej pod kątem 20°. Płyta przed kierowcą była nachylona pod kątem 30°, a płyty boczne pod kątami 30° i 35°. Pancerz był nitowany lub spawany i miał zabezpieczać przed przeciwpancernymi pociskami karabinowymi z odległości ponad 30 metrów. 305 pojazdów były wykonanych w 1939 roku jako nieopancerzone, z nadwoziem z blachy grubości 4 mm, chroniącym przed zwykłymi pociskami broni strzeleckiej z większych odległości.
W wersjach transportera opancerzonego i niektórych innych uzbrojenie pokładowe stanowił ruchomy karabin maszynowy MG 34, a od stycznia 1944 roku MG 42, montowany na przedniej części dachu na uchwycie z ukośną tarczą pancerną w kształcie litery V. Nad tylną częścią przedziału desantowego był uchwyt do strzelania przeciwlotniczego, na którym mógł być montowany jeden z dwóch etatowo przewożonych karabinów maszynowych desantu (tego samego typu). W wersjach A i B początkowo z przodu był także uchwyt przeciwlotniczy bez osłony pancernej, która była montowana na nich od jesieni 1940 roku. Pojazdy przewidziane do przewożenia dwóch sekcji ciężkich karabinów maszynowych miały przedni karabin maszynowy montowany na ruchomej lawecie z celownikiem optycznym bez tarczy.
Od 1942 roku transportery wyposażano w radiostację Fu.Spr.Ger.f, przed stanowiskiem dowódcy.
Stosowano silnik benzynowy, chłodzony cieczą, 6-cylindrowy Maybach: w najwcześniejszych seriach NL 38 TUKRR lub TUKRRM o pojemności 3,8 l i mocy 100 KM (74 kW), a w większości pojazdów HL 42 TUKRRM o pojemności 4,2 l i mocy 100 KM (74 kW). Skrzynia biegów była mechaniczna, 4-biegowa, z biegiem wstecznym. Napędzane były koła zębate z przodu układu gąsienicowego (z wystającymi rolkami zamiast klasycznych zębów i bandażem gumowym na obwodzie). Zawieszenie kół jezdnych było na wałkach skrętnych i wahaczach. Koła jezdne wewnętrzne i zewnętrzne umieszczone były w szachownicę. Koła jezdne i napinające były stalowe z gumowymi bandażami i miały średnicę 575 mm. Ostatnie koła jezdne posiadały amortyzatory.

## Wersje produkowane
- Ausf. A: pierwsza wersja produkcyjna, uzbrojona w dwa karabiny maszynowe MG 34 kalibru 7,92 mm, jeden na przodzie i jeden z tyłu, oba na obrotowych mocowaniach przypominających ramię dźwigu, przystosowanych również do prowadzenia ognia przeciwlotniczego. Jak wynika z dokumentacji wyprodukowano 232 pojazdy tego typu. Ten model był wytwarzany do 1940[15].
- Ausf. B: ta wersja różniła się od pierwszej wersji szczegółami – przede wszystkim zlikwidowano wizjery, które znajdowały się na bokach przedziału bojowego[16]. Wyprodukowano około 250 pojazdów tego typu[b][15].
- Ausf. C: ta wersja weszła do produkcji na początku 1941 roku i powiększono liczbę zaangażowanych w jej wytwarzanie zakładów[5]. Rozszerzenie produkcji na większą liczbę firm spowodowało trudności związane z brakiem doświadczenia o spawaniu płyt pancernych niektórych firm. Zaakceptowano nitowanie jako alternatywę, i tak powstała nowa, jednoczęściowa blacha pancerna chroniąca przód silnika. Przestano również montować zderzaki. Przekonstruowano system chłodzenia silnika co spowodowało inne rozmieszczenie nawiewów powietrza (symetrycznie po bokach przedziału silnika). Zmiany wewnątrz obejmowały zmiany w rozmieszczeniu foteli załogi i schowków. Dodatkowo podniesiono błotniki[17].
- Ausf. D: wersja Ausf. D została wprowadzona do produkcji wiosną 1943 roku[6]. Nowy, uproszczony typ opancerzenia przyśpieszał produkcję. Duże wloty powietrza z obu stron przedziału silnikowego zlikwidowano oraz zmieniono kształt tyłu kadłuba. Drzwi z tyłu, w związku ze zmianą tyłu kadłuba, należało zmienić na proste, płaskie. Zasobniki zostały „wpisane” w obrys kadłuba. Zmieniono uzbrojenie z MG 34 na MG 42. We wnętrzu zmieniło się niewiele, choć elementy drewniane zastąpiły częściowo skórę i metal[18].

## Pojazdy oparte na Sd.Kfz. 251
Istniały 23 oficjalne odmiany Sd.Kfz. 251 i wiele pół-oficjalnych lub improwizowanych wersji. Każda wersja otrzymała sufiks numeryczny który ją identyfikuje, ale w kilku przypadkach istnieje duplikacja niektórych numerów. Dodatkowo po wojnie powstała czechosłowacka odmiana tego pojazdu, która została nazwana OT-810.

### W czasie wojny

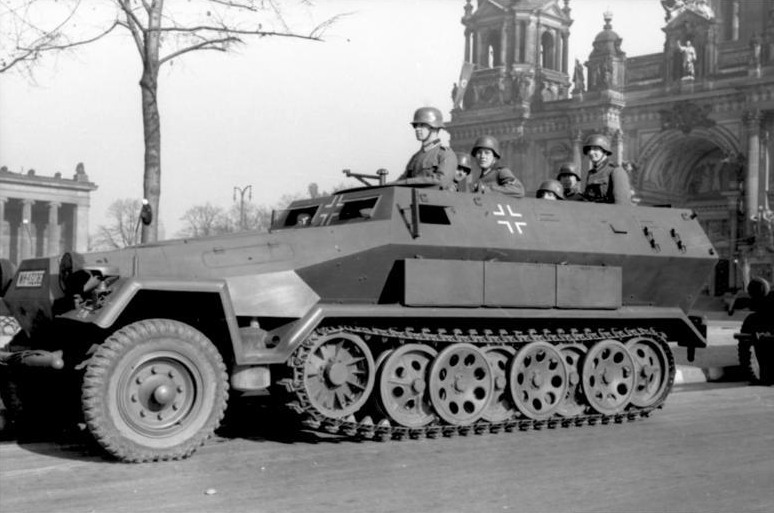
Sd.Kfz. 251/1 Ausf. A
z niezamontowanymi karabinami maszynowymi

- Sd.Kfz. 251/1 (mittlerer Schützenpanzerwagen, m.SPW) – wersja podstawowa służąca do transportu 10 żołnierzy (poza dowódcą i kierowcą). Uzbrojenie stanowił pokładowy karabin maszynowy MG 34 lub MG 42, oraz dwa takie same karabiny maszynowe desantu, z których jeden mógł być zamontowany na uchwycie przeciwlotniczym[13]. Początkowo miał być standardowym wozem pionierskim. Czasami przerabiano go na ambulans, co można poznać po nieusuniętym tylnym pancerzu łączącym boki kadłuba nad drzwiami oraz mocowaniach na karabiny maszynowe[19]. Stanowiła najliczniejszą wersję pojazdu – w 1943 roku ok. 25% produkcji[8].

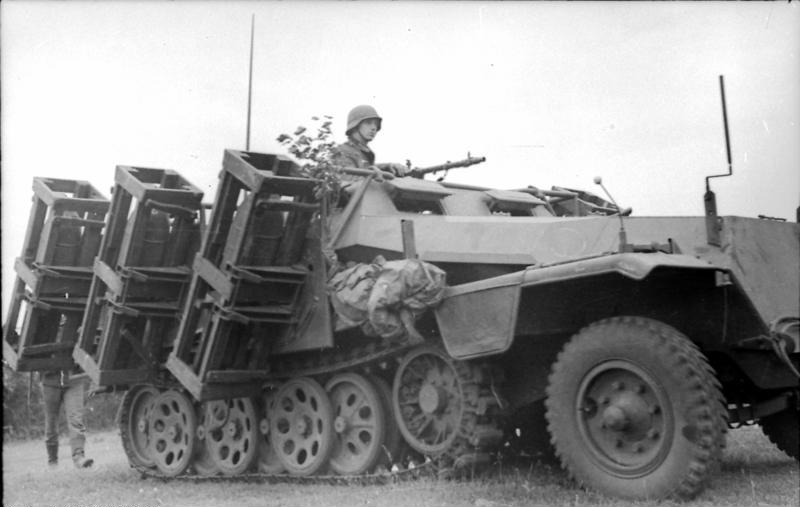
Sd.Kfz. 251/1 II Ausf. C

- Sd.Kfz. 251/1 II (m.SPW mit 28/32-cm-Wurfrahmen) – wersja z wyrzutnią rakiet Wurfrahmen 40 po obu bokach kadłuba, przystosowaną do pocisków rakietowych kalibru 280 lub 320 mm. Ogień prowadzono wzdłuż osi transportera. Dwa pręty, zamontowane na pokrywie przedziału silnikowego, pomagały w celowaniu. Zasięg lotu rakiety zależał od kąta nachylenia wyrzutni. Kąt ten był ustawiany osobno dla każdej wyrzutni. Temperatura i podmuch w czasie odpalania rakiet zmuszał załogę do opuszczenia pojazdu. Rakiety były transportowane i odpalane z otwartych pojemników konstrukcji ramowej, drewnianej. Wyrzutnie zawieszano na dwóch podpórkach poprzecznych, przymocowanych do rurowej konstrukcji wyrzutni. Wyrzutnie te można było spotkać również na wozach saperskich[20].
- Sd.Kfz. 251/2 (8-cm–GrW-Panzerwagen) – transporter moździerza sGrWr 34 kalibru 81 mm. Prace nad przystosowaniem Sd.Kfz. 251 do przewożenia moździerza rozpoczęto we wrześniu 1940 roku. Wiosną 1941 roku był testowany pojazd z moździerzem 8 cm schwerer Granatwerfer 34 kalibru 81 mm i takie rozwiązanie uznano za korzystne. Pojazd zaprojektowano tak, by można było strzelać z moździerza z wnętrza pojazdu. Trajektoria lotu pocisku wymagała likwidacji przedniego stanowiska karabinu maszynowego. Przenośna podstawa była przewożona na zewnątrz pojazdu, co umożliwiało używanie moździerza również po wymontowaniu go z transportera. Podstawa była mocowana do przedniej płyty pancernej, chroniącej przedział silnikowy. Większość z tych transporterów zbudowano w oparciu o wczesne wersje, lecz zbudowano też część wykorzystując wersję Ausf. D. Ważący 8,6 tony pojazd mógł pomieścić również zapas 66 pocisków do moździerza i ośmioosobową załogę[21].

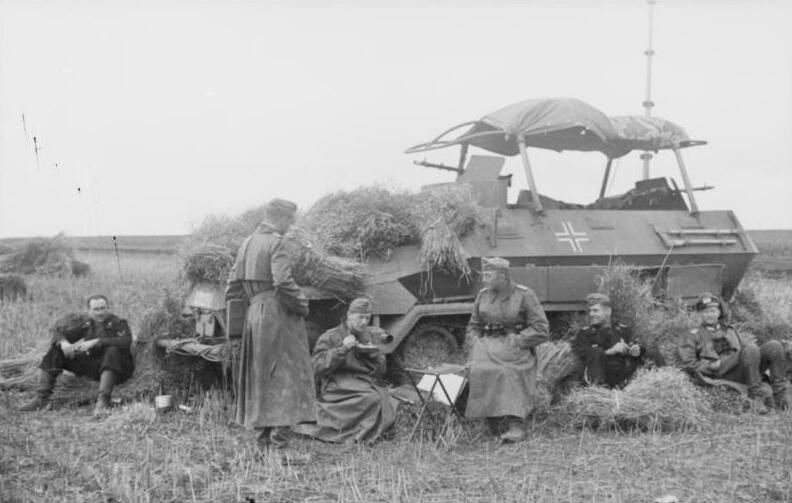
Sd.Kfz. 251/3

- Sd.Kfz. 251/3 (mittlerer Funkpanzerwagen) – pojazd łączności z dodatkowym ekwipunkiem radiowym. Był produkowany w pięciu wersjach od „I” to „IX”:
/3.I wyposażony w Fu 8, Fu 4, Fu.Spr.Ger.,
/3.II wyposażony w Fu 8, Fu 4, Fu.Spr.Ger.f,
/3.III wyposażony w Fu 8, Fu 5, Fu.Spr.Ger.f,
/3.IV wyposażony w Fu 7, Fu 1, Fu.Spr.Ger.f (do koordynacji wojsk lądowych z lotnictwem),
/3.V wyposażony w Kdo.Fu.Tr., Fu 11, Fu 12 (dla dowódców),
/3.VI wyposażony w Fu.Tr. 100 Mw,
/3.VII wyposażony w Fu.Tr. 80 Mw,
/3.VIII wyposażony w Fu.Tr. 30 Mw,
/3.IX wyposażony w Fu.Tr. 15 Mw.
13 sierpnia 1942 roku, w dokumencie D-660/7 pojazd Sd.Kfz. 251/3 został określony jako ciągnik artyleryjski a Sd.Kfz. 251/4 jako transporter amunicji. W innym dokumencie z 6 lipca 1943 roku Sd.Kfz. 251/3 został już opisany jako Funkpanzerwagen, czyli wóz łączności. Dowodzi to, że zmieniono przyporządkowanie w tej numeracji. Większość wersji tego transportera została zbudowana w oparciu o wersję Ausf. D, choć zbudowano też pewną ich liczbę z kadłubami wersji „C”. Każda z wersji ważącego 8,5 tony transportera była obsługiwana przez siedmioosobową załogę. Uzbrajano je w dwa km-y MG 34 lub MG 42 z zapasem amunicji 2010 sztuk[21].
- Sd.Kfz. 251/4 (Zugpanzerwagen für I.G. 7.5 cm) – ciągnik artyleryjski produkowany w oparciu o wersje Ausf. A,B i C. Miał wzmocniony zaczep holowniczy, przez co mógł pełnić rolę holownika artylerii polowej. W dokumencie D-660/7 z 13 sierpnia 1942 roku pojazd był określony jako transporter amunicji a Sd.Kfz. 251/3 jako ciągnik artyleryjski. W innym dokumencie z 6 lipca 1943 roku Sd.Kfz. 251/4 został już opisany jako ciągnik. Chociaż był on przeznaczony do holowania lekkiego działa piechoty 7,5 cm leIG 18, wykorzystywany był też do transportowania dział takich jak: 7.5 cm I.G.37, armat przeciwpancernych 5 cm PaK 38 i 7,5 cm PaK 40 czy lekka haubica 10,5 cm leFH 18 kalibru 105 mm. W wersji z działem 7,5 cm leIG 18 pojazd mógł oprócz obsługi działa pomieścić jeszcze 120 naboi kalibru 75 mm. Czasem używano go jedynie w roli transportera amunicji. Produkcję tego wozu zakończono w 1943 roku[22].
- Sd.Kfz. 251/5 (mittlerer Pionier-Schützenpanzerwagen) – odmiana przewożąca drużynę saperów. Początkowo wozem saperów miała być standardowa odmiana 251/1. Zaczęto je [odmiany 251/1, jako transporter saperski] dostarczać w 1939 roku. Jednakże zaczęto instalować w jej wnętrzu różnego rodzaju uchwyty i mocowania na specjalistyczny sprzęt saperski i inżynieryjny. Tak więc, na lewym boku kadłuba do górnej powierzchni zamontowano wsporniki do kładki saperskiej (Übergangschiene). W listopadzie 1940 roku wersja ta otrzymała docelową nazwę – Sd.Kfz. 251/5 mittelerer Schützenpanzerwagen (Pi). Liczba członków załogi z czasem zwiększyła się z ośmiu do dziewięciu osób. Uzbrojenie to jeden lub dwa karabiny maszynowe. Produkcję tej wersji zakończono w styczniu 1944 roku, wraz z wprowadzeniem wersji 251/7[22].

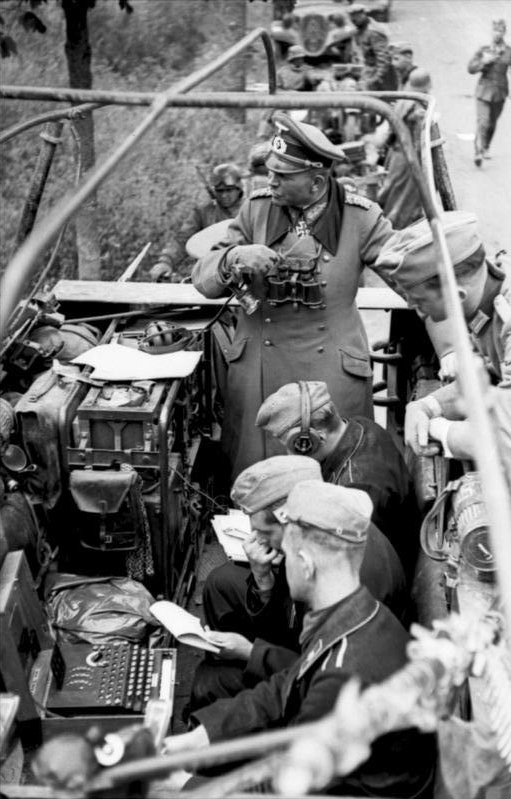
Sd.Kfz. 251/6

- Sd.Kfz. 251/6 (mittlerer Befehlswagen) – ruchome stanowisko dowodzenia, znany także jako „Kommandopanzerwagen”. Jest on często mylony z 251/3. Był on jednak wyposażony w większą ilość sprzętu radiowego i operatorów. Część z tych transporterów miała zamontowaną maszynę szyfrującą Enigma. Pojazd był wykorzystywany przez dowódców wyższego szczebla, tj. dywizji, korpusu lub armii. Wyposażenie radiowe stanowiły radiostacje FuG 11 i FuG Tr., które z czasem zostały zastąpione przez FuG 19 i FuG 12[23]. Z początku używano anten ramowych, lecz później zastąpiono je ośmiometrowymi antenami prętowymi i antenami typu „gwiazda”. W niektórych tych pojazdach wersji Ausf. A i Ausf. B instalowano osłonięty stół na mapy. Częstym wyposażeniem była również lorneta nożycowa. Egzemplarze tej wersji, które były w posiadaniu Luftwaffe, były czasem wyposażane w 10-metrowe anteny typu „Flivo”[24].

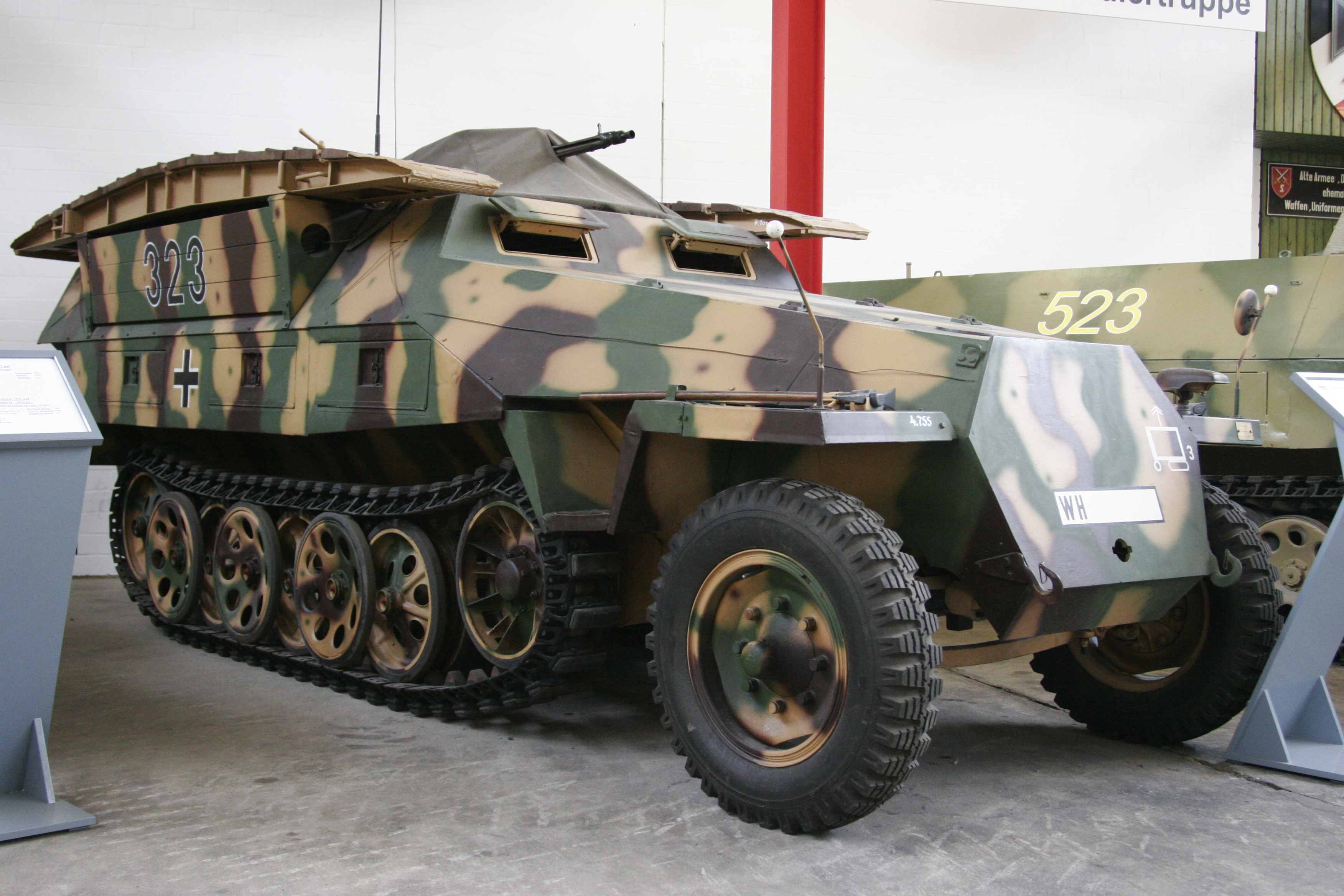
Sd.Kfz 251/7 Ausf.D

- Sd.Kfz. 251/7 (mittlerer Pionier-Geräte-Panzerwagen) – wóz saperski z 7-8 osobową załogą. Była to ulepszona wersja 251/5. Była oparta na kadłubach wersji Ausf. C i Ausf. D. Tak samo jak w modelu 251/5 przewożono dużo sprzętu saperskiego w specjalnych mocowaniach. Sposób rozmieszczenia ładunku różnił się jednak od tego z wersji Sd.Kfz. 251/5. Dodatkowo na bokach pojazdu mocowano na specjalnych wspornikach dwie saperskie kładki szturmowe do pokonywania szerokich rowów. Transportery Sd.Kfz. 251/7 posuwały się w pierwszej linii razem z oddziałami pancernymi i umożliwiały im pokonywanie małych strumyków, wąwozów i rowów przeciwpancernych. Kładki saperskie przenosili żołnierze. Ta wersja była produkowana przez Weserhütte AG aż do marca 1945 roku. Pierwsze pojazdy miały ośmioosobową załogę i były uzbrojone w dwa km-y MG 34. Późniejsze wersje były uzbrojone w dwa MG 42. Część pojazdów nie miała radiostacji, inne miały radio Fu.Spr.Ger. f, a część (produkowana po 1943 roku) Fu 5[25].
- Sd.Kfz. 251/8 (mitlerer Sanitäts-Panzerwagen) – opancerzony ambulans. Był przystosowany do pełnienia tej funkcji na polu walki. W związku z tym nie miał uzbrojenia. Kolejne modyfikacje związane z tą rolą to montaż dużego zbiornika na wodę nad skrzynią biegów oraz zastąpienie normalnych ławek i stelaży na wyposażenie uchwytami do przewozu dwóch rannych na noszach. Dodatkowo pojazd mógł przewozić czterech rannych na siedząco. Aby nie było problemów ze wstawianiem noszy, wycinano tylną część pancerza łączącą boki kadłuba nad drzwiami. Czasami na ambulansy przerabiano zwykłe Sd.Kfz. 251/1. Można poznać to po nieusuniętych częściach pancerza oraz mocowaniach na karabiny maszynowe. W większości wypadków znaki czerwonego krzyża malowano na kadłubach pojazdów. W innych przypadkach transportery były wyposażane we flagi i transparenty. Pojazd miał dwuosobową załogę i ważył 7,47 tony[26].

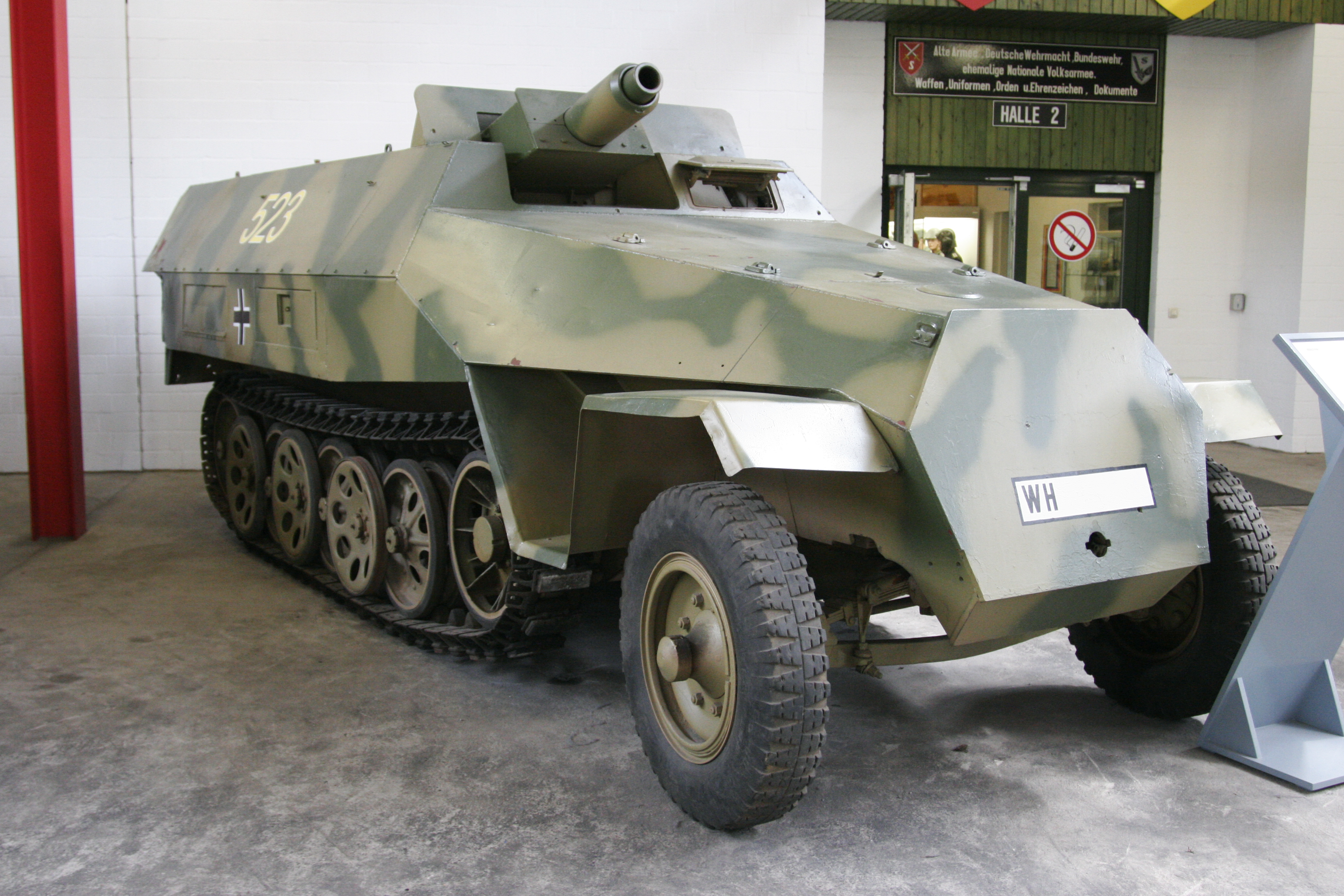
Sd.Kfz. 251/9 Ausf.D – wczesna wersja

- Sd.Kfz. 251/9 (7.5 cm Stu.K.37 L/24 auf m.SPW „Stummel”) – wersja uzbrojona w krótkolufową armatę 7,5 cm Stu.K.37 kalibru 75 mm (później 7,5 cm K 51 L/24). W armii niemieckiej rosło zapotrzebowanie na pojazd wsparcia ogniowego oparty na podwoziu średniego transportera opancerzonego. Szczęśliwie dla nich, czołgi Panzerkampfwagen IV były właśnie przezbrajane na armaty długolufowe. Projekt, zlecony firmie Büssig-NAG w marcu 1942 roku, zakładał instalacje usuniętych z czołgów Pz.Kpfw.IV dział 7,5 cm StuK 37 L/24 kalibru 75 mm. Zamontowano je na tych pojazdach używając podstawy wcześniej zaprojektowanej dla Sturmgeschützów. Wiązało się to jednak z koniecznością znacznej modyfikacji kadłuba. Należało usunąć znaczną część przedniego pancerza od miejsca, gdzie wcześniej było stanowisko karabinu, w prawo. Zmiany te były wymuszone zamiarem częściowego wmontowania działa w kadłub. Nie chciano w ten sposób zwiększać sylwetki pojazdu. Lewe tylne siedzenie usunięto na rzecz zasobnika mogącego pomieścić 52 naboje do działa 75 mm. W związku z umiejscowieniem podstawy działa przeniesiono radio na lewą stronę przedziału bojowego. Działo zwiększyło masę pojazdu do 8,53 tony i wysokość do 2,07 m. Pierwsze Sd.Kfz. 251/9 zeszły z linii produkcyjnej w czerwcu 1942 roku, zaraz po udanych testach dwóch egzemplarzy prototypowych na froncie wschodnim, które miały miejsce miesiąc wcześniej. W 1944 roku uproszczono konstrukcję podstawy tej wersji tak, że nie trzeba było usuwać części pancerza. Taki transporter był oczywiście trochę wyższy. Montowano już wtedy w nim nowe działo 7,5 cm K 51 L/24 kalibru 75 mm. Ze względu na jego krótką lufę, Sd.Kfz. 251/9 zyskał przydomek „Stummel” (pet)[27].

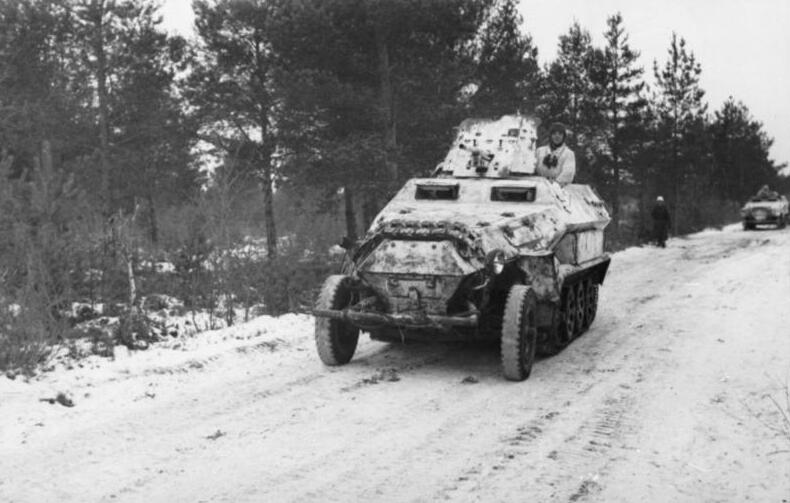
Sd.Kfz. 251/10 Ausf. B

- Sd.Kfz. 251/10 (3.7 cm PaK 35/36 L/45 auf m.SPW) – wóz dla dowódców plutonu, z armatą przeciwpancerną 3,7 cm PaK 36. Był używany jako wóz dowódców plutonu w celu wzmocnienia każdego plutonu bronią o nieco większym kalibrze, konieczny przy obronie przed czołgami i innymi opancerzonymi pojazdami. Armatę umiejscowiono między stanowiskiem dowódcy i kierowcy w miejscu, gdzie zazwyczaj znajdował się karabin maszynowy. Używano całej gamy osłon pancernych, od standardowej PaK 36, poprzez osłony o zmniejszonej sylwetce aż do niskich osłon chroniących tylko jedną stronę. Niektóre nie miały nawet osłony w ogóle. Transporter ważył 8 ton i miał pięcio- lub sześcioosobową załogę. mógł przewozić również 168 sztuk amunicji do działa. dodatkowo montowano jeden karabin maszynowy MG 34 lub MG 42 na uchwycie przeciwlotniczym z tyłu kadłuba. Zapas amunicji do karabinu maszynowego wynosił 1100 nabojów. W drugiej połowie wojny armata 3,7 cm PaK 36 L/45 przestała być efektywna ponieważ wrogie czołgi były już lepiej opancerzone. Wtedy pojazd Sd.Kfz. 251/10 został uznany za przestarzały. Używano go dalej przy zwalczaniu lżej opancerzonych celów napotkanych przez żołnierzy. Budowę tej wersji rozpoczęto w 1940, a skończono w 1943 roku[28].
- Sd.Kfz. 251/11 (mittlerer Fernsprechpanzerwagen) – pojazd do układania linii telefonicznych, czasem montowano też w nim łącznicę telefoniczną. Był zaprojektowany na bazie wersji Ausf. C. Dostawy tego pojazdu rozpoczęto w sierpniu 1942 roku. Powstały dwie podstawowe wersje tego transportera. Jedne wyposażono w leichter Feldkabelträger 6, a drugie w mittelerer Feldksbelträger 10. W obu wersjach usunięto obie ławki z prawej strony, i zastępowano je szafką z wyposażeniem telefonicznym i dwiema szpulami z kablami. Bębny z przewodami montowano na stelażu, obok ekwipunku radiowego. Trzecia szpula była montowana na prawym, przednim błotniku. Załoga składała się z pięciu osób. Miała ona także do dyspozycji długie tyczki do układania kabli z wnętrza pojazdu na słupach, krzakach lub na ziemi. Pojazd był uzbrojony w dwa karabiny maszynowe MG34 kalibru 7,92 mm. Transporter ważył 8,5 tony[29].
- Sd.Kfz. 251/12 (mittlerer Messtrupp und Gerätpanzerwagen) – wyspecjalizowany pojazd artyleryjski. Wóz dowodzenia i rozpoznania artylerii. Miał być wyposażony w różnego rodzaju artyleryjski sprzęt pomiarowy do mierzenia odległości na podstawie błysku wybuchów i huku[29]. Na jego wyposażenie składało się również radio FuG 8 z anteną ramową. Załogę stanowiło 6 osób[23]. Był przeznaczony dla dywizji pancernych, a jego nazwa została wymieniona w spisie pojazdów w czerwcu 1943 roku[29]. Produkcję tego wariantu zakończono w połowie 1943 roku[23].
- Sd.Kfz. 251/13 (mittlerer Schallaufnahme-Panzerwagen) – wyspecjalizowany pojazd artyleryjski używany do podsłuchu. Był przeznaczony do nagrywania dźwięku na magnetofon, który był we wnętrzu pojazdu[23][30]. Przeznaczono go dla dywizji pancernych, a jego nazwa została wymieniona w spisie pojazdów w czerwcu 1943 roku[29]. Wyprodukowano bardzo niewielką ilość tych pojazdów[23].
- Sd.Kfz. 251/14 (mittlerer Schallauswerte-Panzerwagen) – wyspecjalizowany pojazd artyleryjski. Posiadał urządzenia nasłuchowe, dzięki którym miał wskazywać własnej artylerii położenie wroga[23]. Przeznaczono go dla dywizji pancernych, a jego nazwa została wymieniona w spisie pojazdów w czerwcu 1943 roku. Nie ma jednak żadnych danych, zdjęć czy dokumentów, które by potwierdzały, że taki pojazd w ogóle wyprodukowano[29].
- Sd.Kfz. 251/15 (mittlerer Lichtauswerte-Panzerwagen) – wyspecjalizowany pojazd artyleryjski. Był wyposażony w reflektor i miał za zadanie wskazywać cele artylerii[23]. Był przeznaczony dla dywizji pancernych, a jego nazwa została wymieniona w spisie pojazdów w czerwcu 1943 roku[29]. Produkcję tego wariantu zakończono w połowie 1943 roku[23].

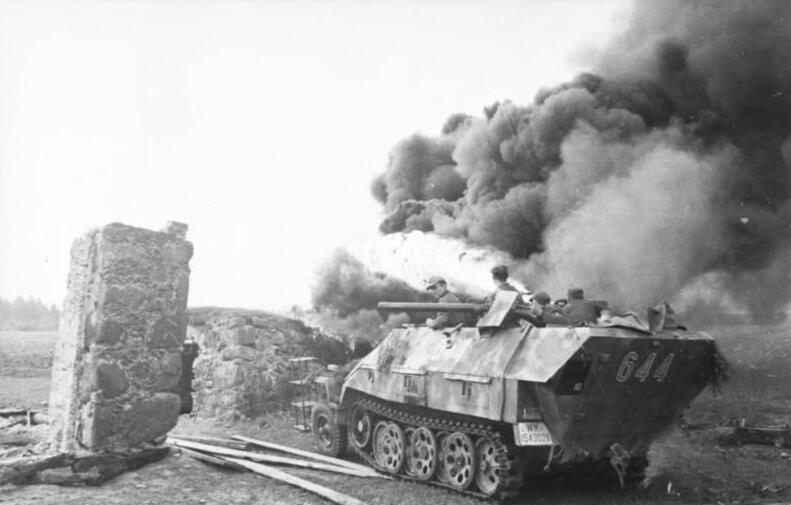
Sd.Kfz. 251/16 Ausf. D

- Sd.Kfz. 251/16 (mittlerer Flammpanzerwagen) – wersja uzbrojona w dwa miotacze ognia. Była ona produkowana w wersji Ausf. C w styczniu 1943 roku. Kiedy zakończono produkcję wersji Ausf. C i rozpoczęto produkcję Ausf. D, kontynuowano produkcję odmiany 251/16 w nowej wersji. Wyprodukowano 300 pojazdów tego typu. Pierwotnie ta odmiana miała być uzbrojona w dwa miotacze ognia kalibru (o średnicy dyszy) 14 mm i przenośny kalibru 7 mm. Był on jednak ograniczony 10-metrowym przewodem łączącym miotacz ze zbiornikiem z mieszanką zapalającą. Zbiornik był umieszczony na tylnych drzwiach wewnątrz pojazdu. Miotacze ognia kalibru 14 mm montowano niesymetrycznie na obu burtach i osłaniano tarczami pancernymi. Można było je obracać w zakresie 160°. Do dyspozycji były dwa zbiorniki z mieszanką zapalającą zamontowane wewnątrz pojazdu, wzdłuż obu boków z tyłu kadłuba. Każdy z nich mógł pomieścić 700 litrów mieszanki. Dawało to mniej więcej 80 jednosekundowych strzałów. Za sprężenie i dostarczenie mieszanki zapalającej do miotaczy odpowiadała pompa Koebe, napędzana silnikiem Auto Union o mocy 28 KM. Zasięg miotaczy wynosił 45-55 metrów. Zapłon miotaczy kalibru 14 mm był benzynowo-elektryczny, a w wypadku miotacza przenośnego odbywał się za pomocą pocisków zapalających. Konstrukcję Sd.Kfz. 251/16 zmodernizowano w maju 1944 roku. W bocznych miotaczach zrezygnowano z zapłonu benzynowo-elektrycznego na rzecz prostego i tańszego systemu wykorzystującego naboje zapalające. Zdemontowano też przenośne miotacze ognia, które od dawna uważano za niepraktyczne i mało przydatne. Transporter ważył 8,6 tony i miał czteroosobową załogę. Dowódca pełnił rolę radiooperatora, podczas gdy każdy z miotaczy ognia był obsługiwany przez jednego żołnierza. Czwarty załogant to kierowca. W związku z oczywistym niebezpieczeństwem podczas pracy z ogniem, żołnierze obsługujący pojazd musieli nosić stroje ochronne. Nosili również specjalne maski chroniące ich przed oparami, ponieważ mieszanka zapalająca była także silnie drażniąca. Dodatkowym uzbrojeniem załogi był karabin maszynowy MG 34[31].
- Sd.Kfz. 251/17 (2 cm Flak 38 auf m.SPW) – samobieżna armata przeciwlotnicza z działem 2 cm FlaK 30 lub 2 cm FlaK 38. Był to pierwszy transporter półgąsiennicowy produkowany oficjalnie jako pojazd przeciwlotniczy. Działko zamontowano na nowej podstawie (Schwebelafette) w przedziale bojowym. Amunicja była do broni podawana z 20-nabojowego magazynka. Pojazd był obsługiwany przez czteroosobową załogę. Nie było to korzystne rozwiązanie, ze względu na ciasnotę po zamontowaniu działka. Z tyłu pojazdu był zamontowany MG 42 do obrony przed piechotą[32].

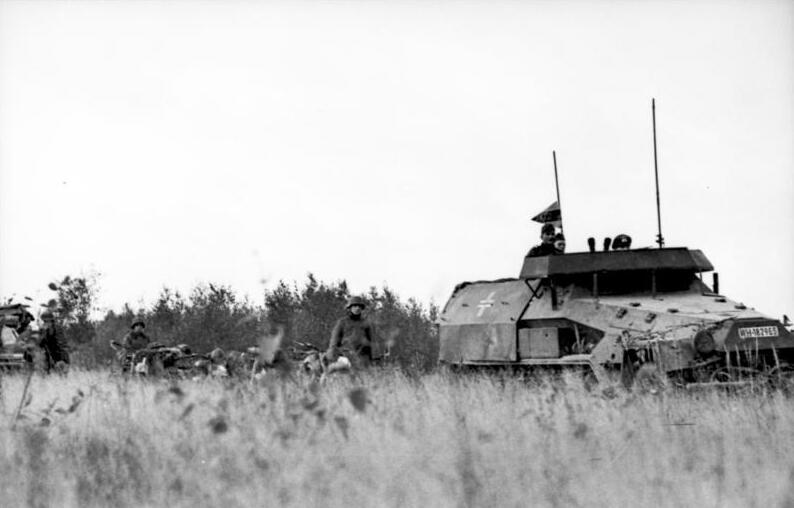
Sd.Kfz. 251/18

- Sd.Kfz. 251/18 (m. Beobachtungs-Panzerwagen) – pojazd obserwacyjny artylerii. Pojazd ten miał zastąpić lekkie transportery obserwacyjne Sd.Kfz.250/5. W sierpniu 1944 wprowadzono cztery, różniące się od siebie wyposażeniem radiowym, odmiany:
/18.I – Fu 4, Fu 8, Fu.Spr.Ger. f;
/18.Ia – Fu 4, Fu 8;
/18.II – Fu 5, Fu 8;
/18.IIa – Fu 4, Fu 5, Fu 8.
Transporter ważył 8,5 tony i był produkowany przez firmę Schichau. Przewoził różną liczbę członków załogi, w zależności od wersji i od zadań, do których był przeznaczony[32].
- Sd.Kfz. 251/19 (m. Fernsprechbetriebs-Panzerwagen) – samobieżna centrala telefoniczna. Była używana przez jednostki łączności, aby zapewnić szybkie rozstawienie i połączenie sieci bezprzewodowej między jednostkami nacierających armii. Ta odmiana była budowana w oparciu o wersje Ausf. C i Ausf. D[32].
- Sd.Kfz. 251/20 (Infrarotscheinwerfer-Panzerwagen) – „Uhu” – wersja z reflektorem podczerwieni o średnicy 60 cm. III Rzesza była bardzo zainteresowana stworzeniem możliwości walk w nocy dla swojej armii, a pierwsze prace w tym kierunku rozpoczęto pod koniec lat 30. W 1944 roku opracowano kompletny system do walki w nocy dla czołgu Panzerkampfwagen V Panther. Jedną z wad tego systemu był niewielki zasięg ograniczony małą mocą reflektora o średnicy 20 cm zamontowanego na czołgu. Zasięg widzenia załogi wynosił tylko 100–200 m. Rozwiązaniem tego problemu był reflektor podczerwieni o większej mocy i większej średnicy. W związku z ograniczoną przestrzenią w czołgu i na nim, podjęto decyzję o montażu dużego reflektora podczerwieni na transporterze półgąsienicowym Sd.Kfz. 251 Ausf. D. Jeden z pojazdów oznaczonych jako Sd.Kfz. 251/20 miał być przydzielony na każde sześć wyposażonych w systemy podczerwieni Panther. Reflektor był zamontowany z tyłu, na podstawie obrotowej. Dzięki temu mógł się obracać w obu płaszczyznach. Siedzenie operatora obracało się razem z reflektorem. Sd.Kfz. 251/20 był również wyposażony w reflektor podczerwieni o średnicy 20 cm, zamontowany na stałe przy końcu maski silnika tuż przed wizjerami. Miał także dwa noktowizory: BG 1251 i FG 1252. Uzbrojony był w MG 42. Na stanie była też radiostacja. Platformy rozmieszczano dookoła górnej części kadłuba. Wewnątrz przedziału bojowego zainstalowano generator zasilający reflektor. Firma Wumag, której zlecono montaż sprzętu na podczerwień na transporterach półgąsienicowych, rozpoczęła pracę w styczniu 1945 roku. Pojazdy z reflektorem podczerwieni i sprzętem obserwacyjnym były nazwane Uhu (puchacz). Pojazd ważył 9,3 tony. Zachowane dokumenty opisują tylko jedno użycie tego pojazdu. Podobne niektóre z Sd.Kfz. 251/20 miały demontowane generatory prądu oraz duże reflektory podczerwieni i były używane jako częściowo wyposażone w sprzęt do obserwacji w podczerwieni do wsparcia piechoty. Mniejszy reflektor i kładki pozostawiano na miejscu. Były klasyfikowane jako zwykłe Sd.Kfz. 251/20[33].

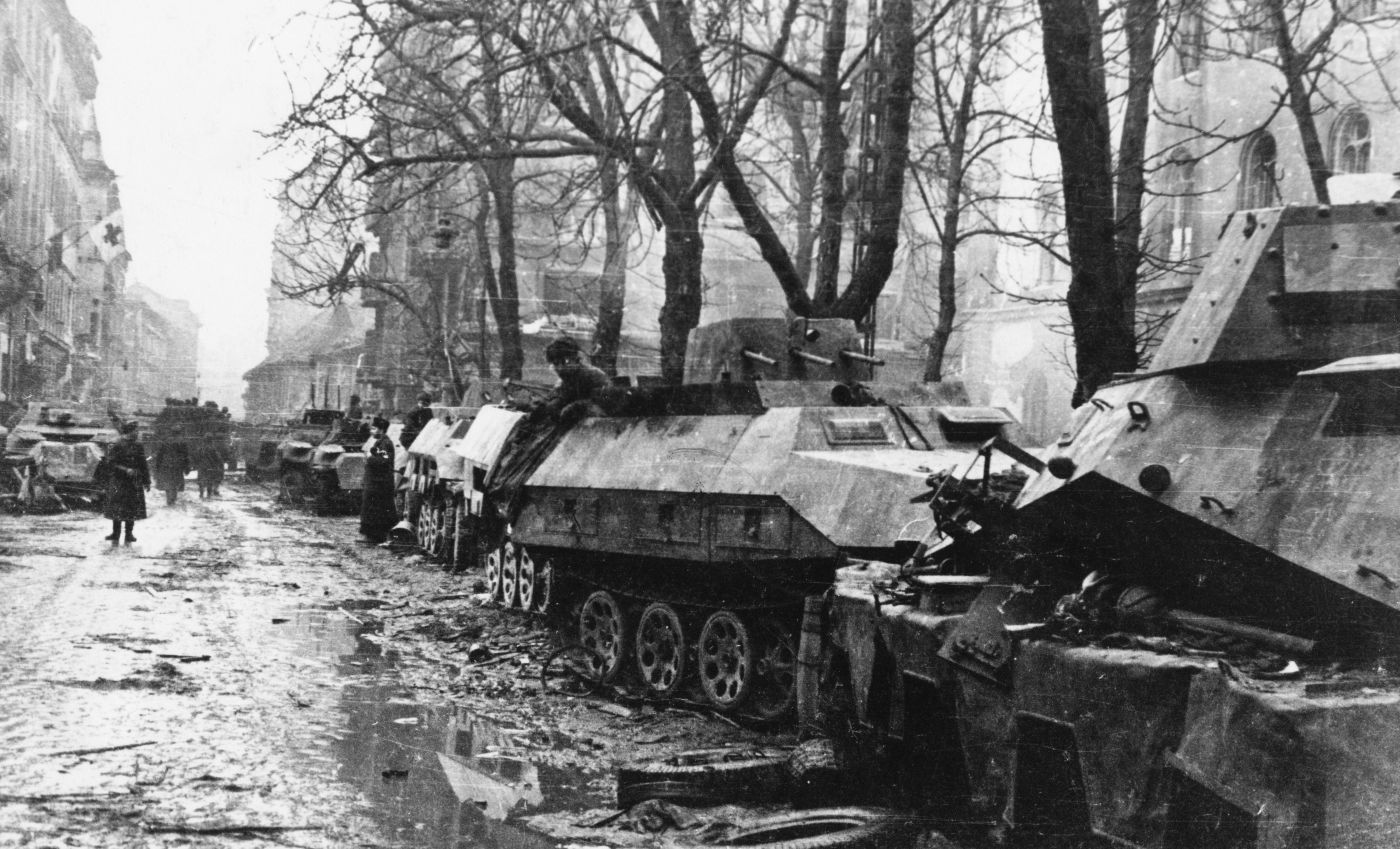
Sd.Kfz. 251/21 Ausf. D

- Sd.Kfz. 251/21 (1.5-oder-2-cm-Flakdrilling auf m.SPW) – „Drilling” – wyposażony w trzy wielkokalibrowe karabiny maszynowe 15 mm MG 151/15 lub armaty automatyczne 20 mm MG 151/20. W związku z rosnącą przewagą powietrzną aliantów, Niemcy starały się zapewnić adekwatną osłonę przeciwlotniczą zarówno dla swoich wojsk pancernych, jak i dla piechoty. Jednym z pojazdów zaprojektowanych w tym celu był Sd.Kfz. 251/21. W chwili rozpoczęcia produkcji seryjnej tego pojazdu w sierpniu 1944 roku, był on uzbrojony w potrójny wielkokalibrowy karabin maszynowy MG 151/15 kalibru 15 mm zamontowany z tyłu przedziału bojowego. Mausera MG 151 zaprojektowano jako uzbrojenie pokładowe samolotów, ale w tym czasie zastąpiła go już broń większego kalibru. Laweta do działek została już wcześniej zaprojektowana na potrzeby Kriegsmarine. W późniejszym okresie wielkokalibrowe karabiny maszynowe MG 151/15 kalibru 15 mm zostały zastąpione przez działka MG 151/20 kalibru 20 mm, które były rozwinięciem tej konstrukcji. Broń była naprowadzana na cel ręcznie. Używany był do tego celownik optyczny zastąpiony później przez tańszy i prostszy celownik pierścieniowy. Karabin zasilano taśmą z zasobników amunicyjnych. Dla bocznych karabinów maszynowych był zapas po 250 naboi, a dla środkowego 400 naboi. Szybkostrzelność zestawu wynosiła 700 strzałów na minutę, a puste łuski były zbierane we wnętrzu podstawy przeciwlotniczej. Zachowano tylny MG 42 w celu obrony przed piechotą. Załoga składała się z czterech do sześciu żołnierzy. Z uwagi na to, że Sd.Kfz. 251/21 był zaprojektowany jako broń przeciwlotnicza, jego konstrukcja często ściągała uwagę pilotów samolotów myśliwsko-bombowych, którzy starali się w pierwszej kolejności zniszczyć broń przeciwlotniczą. W związku z tym wiele z tych transporterów zostało zniszczonych z powietrza[34].
- Sd.Kfz. 251/22 (7.5 cm PaK.40 L/46 auf m.SPW) – „Pakwagen” – niszczyciel czołgów z armatą 7,5 cm PaK 40. Pod koniec 1944 roku Hitler wydał polecenie, aby wszystkie nadające się do tego podwozia pojazdów pancernych przystosować do roli niszczycieli czołgów. Z tego właśnie powodu, używając podobnego mocowania jak w samochodzie pancernym Sd.Kfz.234/4, umiejscowiono w tym transporterze armatę przeciwpancerną 7,5 cm PaK 40 L/46 kalibru 75 mm. Wzdłuż burty kadłuba zamontowano dwie duże stalowe belki pochylone ku tyłowi. Była to podstawa do osadzenia działa PaK 40, które było w zasadzie identyczne jak w wersji holowanej, pozbawione jedynie podwozia. Była to jedna z najefektywniejszych niemieckich armat przeciwpancernych, zdolnych przebić pancerz prawie każdego alianckiego czołgu. Aby uzyskać odpowiedni kąt obrotu działa, zmodyfikowano osłonę poprzez przycięcie jej dolnej części. Wycięto część zadaszenia nad stanowiskiem kierowcy, aby umożliwić pełny zakres ruchu oporopowrotnikom działa, a nad przednimi wizjerami, na środku, umieszczono podporę lufy. Chociaż udało się zachować niską sylwetkę, transporter był przeciążony przez działo przeciwpancerne. Wielu zmianom uległo naturalne rozmieszczenie ekwipunku wewnątrz przedziału bojowego. Zlikwidowano trzy z czterech ławek oraz przednie siedzenie dowódcy i mocowania na drabiny. Z tyłu po prawej stronie umieszczono zasobnik na naboje. Czteroosobowa załoga miała na wyposażeniu MG 42 do obrony przed piechotą. Produkcję tej odmiany rozpoczęto w grudniu 1944 roku[35].
- Sd.Kfz. 251/23 (Mittlerer Schützenpanzerwagen mit 2cm KwK 38) – zastosowano w nim standardową wieżyczkę HL38, taką samą jak w samochodach pancernych Sd.Kfz.234/1 i Sd.Kfz.222, czy czołgu Sd.Kfz.140/1. Działko mogło przemieszczać się w pionie w zakresie od -10° do +85°. Zapas amunicji do działka wynosił 100 naboi, a do sprzężonego z nim karabinu maszynowego MG 42 2010 naboi. W ten sposób zostało przebudowanych kilkanaście Sd.Kfz. 251 Ausf. D. Załoga składała się z czterech osób. Sd.Kfz. 251/23 był wyposażony w radiostację FuG 12. Produkcja seryjna tej odmiany rozpoczęła się w grudniu 1944 roku. Prawdopodobnie wyprodukowano kilka pojazdów tego typu[36].
- 2 cm FlaK 38 auf Schützenpanzerwagen Sd.Kfz. 251 – niemieckie samobieżne działo plot. na podstawie Sd.Kfz. 251 Ausf. C. Niewielką liczbę, prawdopodobnie 12 pojazdów, Luftwaffe przekształciło w pojazdy przeciwlotnicze. Zostało ono uzbrojone w działko 2 cm FlaK 38 wraz z podstawą. Poszerzono kadłub. Burty odchylały się na zawiasach, co umożliwiało obrót działka o 360 stopni oraz opuszczenie lufy na tyle, że można było prowadzić ogień do celów naziemnych. Przedział bojowy był na tyle duży, że oprócz załogi można było pomieścić zapas amunicji. Pojazdy były użyte w testach polowych, lecz nigdy nie stały się standardowym pojazdem[35].

W latach 1939–1943 wyprodukowano łącznie ponad 15 252 pojazdów wszystkich wersji w zakładach Hanomag, MNH, Schichau, Wumag, Westerhutte i Borgward.

### Po wojnie
- OT-810 – czechosłowacki transporter opancerzony, wersja rozwojowa niemieckiego transportera Sd.Kfz. 251. Różne wersje tego pojazdu były użytkowane przez armię czechosłowacką do początku lat 80. XX wieku. Transportery te wyposażano w silniki dieslowskie firmy Tatra. Istniała wersja przeciwpancerna z działem 82 mm M59A. Kilka pojazdów zostało eksportowanych do Rumunii. Z czasem zastąpiony przez OT-64[38].

## Służba
Transportery były dostarczane od czerwca 1939 roku. Pierwsze pojazdy Sd.Kfz. 251 zostały przydzielone 1 Dywizji Pancernej, tak więc część z nich brała udział w inwazji na Polskę. Spisały się znakomicie. Na koniec kampanii 1 października 1939 roku w wojskach było ich 84. Na początku kampanii francuskiej w pojazdy tego typu było częściowo wyposażonych pięć dywizji pancernych. Do początku maja 1940 roku wyprodukowano ich 348. Sd.Kfz. 251 był używany również w Afryce Północnej, ale w ograniczonych ilościach ze względu na zaangażowanie tylko dwóch dywizji pancernych. Większość pojazdów wersji Ausf. A, B i C w lecie 1941 roku było używanych na Bałkanach i w Grecji. Wtedy w Sd.Kfz. 251 były wyposażone prawie wszystkie dywizje pancerne. W Operacji Barbarossa wzięło udział kilka tysięcy pojazdów tego typu. Surowe warunki pogodowe podczas rosyjskiej zimy sprawiały, że silniki często nie pracowały dobrze, a czasami nawet nie chciały zapalić. Dodatkowo wszystkie gumowe elementy miały tendencję do pękania. Ogólna mobilność była dobra, jednakże letnie i jesienne, podeszczowe, głębokie błoto sklejało przeplatane koła napędowe i zasychało. Po wprowadzeniu uproszczonej wersji Ausf. D produkcja wzrosła, ale pojazd dalej był wykorzystywany głównie do blisko dystansowej pomocy grenadierom pancernym, ale coraz częściej używano go również do wsparcia ogniowego i obrony przeciwlotniczej. Jako najpopularniejszy niemiecki transporter półgąsienicowy, był używany praktycznie na każdym froncie.
Po II wojnie światowej pojazd był produkowany w dalszym ciągu w zakładach Škoda jako transporter opancerzony OT-810 i pozostawał na wyposażeniu armii czechosłowackiej do lat 80. Pojazdy te wyposażano w silniki dieslowskie firmy Tatra.

## Zachowane egzemplarze

### W Polsce
- Skansen Rzeki Pilicy w Tomaszowie Mazowieckim – Sd.Kfz. 251/3 Ausf. D „Rossi”, numer taktyczny „29”, numer rejestracyjny „WH – 1743549”, pojazd zatonął w rzece Pilicy na terenie wsi Brzustówka (obecnie dzielnica Tomaszowa Maz.) dnia 18 stycznia 1945 r. Należał do 2 kompanii wydzielonego oddziału łączności 19 Dolnosaksońskiej Dywizji Pancernej Wehrmachtu, pojazd sprawny technicznie
- Muzeum Polskiej Techniki Wojskowej – Sd.Kfz. 251/1 Ausf. D, zatonął w rzece Pilicy 17 stycznia 1945 r. W dniach 29 marca-31 marca 1989 r. wydobyty z rzeki, pojazd nie jest eksponowany.
- Muzeum Broni Pancernej w Poznaniu – Sd.Kfz. 251/1 Ausf. D, pozyskany z Wytwórni Filmów Dokumentalnych z Łodzi w lutym 1973 r. Egzemplarz wcześniej znajdował się na wystawie plenerowej przed główną siedzibą MWP w Warszawie. Wyremontowany do stanu jezdnego w 2022 roku[40].

### Na świecie
Sekcja została utworzona na podstawie: Sd.Kfz. 251 Survivors
- Deutsches Panzermuseum (Niemcy) – Sd.Kfz. 251/7 Ausf. D, Sd.Kfz. 251/9 Ausf. D
- Muzeum Wojskowo-Historyczne Bundeswehry (Niemcy) – Sd.Kfz. 251/1 Ausf. D
- Kolekcja prywatna w Furth im Wald (Niemcy) – Sd.Kfz. 251/1 Ausf. D
- Muzeum Samochodów i Techniki w Sinsheim (Niemcy) – Sd.Kfz. 251/1 Ausf. D
- Królewskie Muzeum Armii w Brukseli (Belgia) – Sd.Kfz. 251 Ausf. D
- Zbrojownia w Kopenhadze (Dania) – Sd.Kfz. 251/1 Ausf. D
- Musée des Blindés (Francja) – Sd.Kfz. 251/7 Ausf. D
- Muzeum regionalne w Sedanie (Francja) – Sd.Kfz. 251/1 Ausf. D
- Muzeum Czołgów w Kubince (Rosja) – Sd.Kfz. 251/9 Ausf. D
- Muzaj Kozara w Banja Luce (Bośnia i Hercegowina) – Sd.Kfz. 251/22 Ausf. D
- Muzeum Historii Wojskowej w Johannesburgu (Południowa Afryka) – Sd.Kfz. 251 Ausf. B
- Bovington Tank Museum (Wielka Brytania) – Sd.Kfz. 251/8 Ausf. C
- Muzeum Zwycięstwa w Auburn (USA) – Sd.Kfz. 251/1 Ausf. B, Sd.Kfz. 251/1 Ausf. C, Sd.Kfz. 251/1 Ausf. D
- Texas Military Forces Muzeum (USA) – Sd.Kfz. 251/1 Ausf. C
- General George Patton Museum (USA) – Sd.Kfz. 251/9 Ausf. D